# Henny Vrienten
Hendrikus Cornelis Jacoba (Henny) Vrienten (Hilvarenbeek, 27 juli 1948 – Diepenheim, 25 april 2022) was een Nederlandse componist, gitarist, bassist, pianist en zanger. Hij werd bij het grote publiek bekend als leadzanger en bassist van de ska- en nederpopband Doe Maar.

## Biografie

### 1960-1980
Vrienten groeide tot zijn achtste op in Hilvarenbeek en vervolgens in Tilburg. Daar volgde hij vanaf ongeveer 1960 gitaarlessen bij de plaatselijk bekende muzikant en muziekhandelaar Jo Bill Coolen. In de jaren zestig speelde hij in diverse beatgroepen, waaronder in Les Cruches. In de jaren zeventig schreef hij muziek voor andere artiesten, waaronder twee Engelstalige nummers voor het kerstalbum We wish you a merry Christmas van The Cats. Hij bracht in 1974 twee singles uit onder het pseudoniem Ruby Carmichael (onder andere Little yellow shop). Deze flopten, maar platenmaatschappij CBS besloot enkele jaren later een nieuwe poging te wagen met Vrienten. 

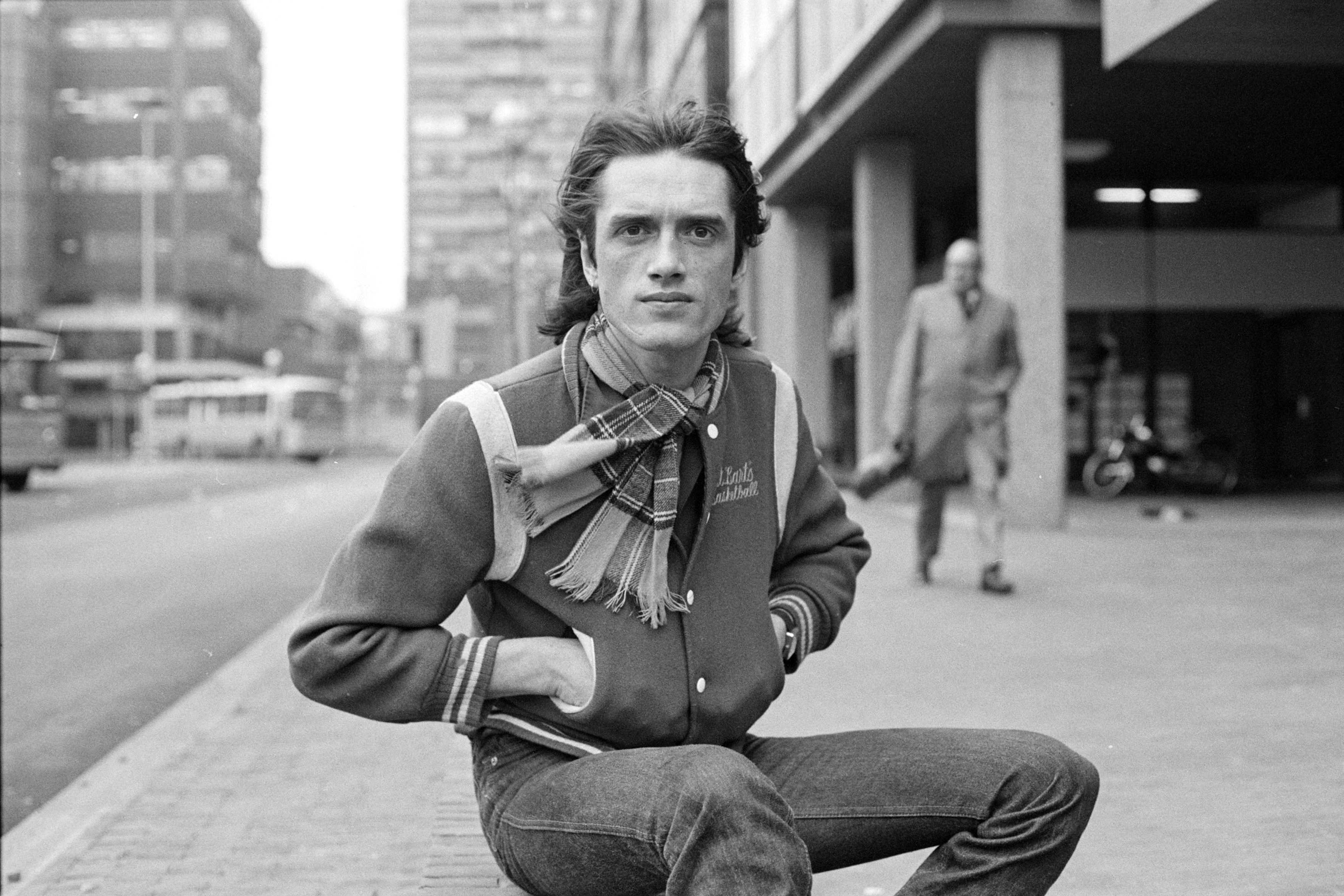
Paul Santos, 1977

De artiestennaam werd gewijzigd in Paul Santos en een buitenlandse producer die eerder met The Pointer Sisters werkte, werd aangetrokken om een album met Vrienten te maken. Paul Tesselaar, die namens CBS betrokken was bij het project, gaf later in een interview aan dat het album Paul Santos naar zijn idee was overgeproduceerd; de eigenheid van de muziek waar Vrienten zelf mee kwam, ging verloren in een productie met strijkers en gitaren. Daarnaast was zijn presentatie in de Engelse taal niet optimaal. Het album werd geen succes.
Ondertussen werden de eerste contouren van Doe Maar zichtbaar; Vrienten speelde met Ernst Jansz in de begeleidingsband van Boudewijn de Groot. In 1977 vormden ze de reggae-coverband The Rumbones waarmee ze een eenmalige tournee ondernamen. Tijdens deze tournee noemde Vrienten zich Lenny Sharp. Hierna sloot hij zich aan bij de punkband Sammie America's Gasphetti van Tom America, met wie hij in Tilburg al eerder samenwerkte. Voor Gasphetti schreef hij onder andere het nummer I Dunno. Samen met America was hij verantwoordelijk voor het carnavalsnummer Jodelodelodelodelohitie van De Twee Pinten, dat een Top 40-notering behaalde. In deze periode schreef hij ook het nummer Ça c'est la vie voor Frank & Mirella en iets later met Lennaert Nijgh Zonder jou voor Boudewijn de Groot. In 1980 verliet Henny Vrienten Gasphetti.

### 1980-1999

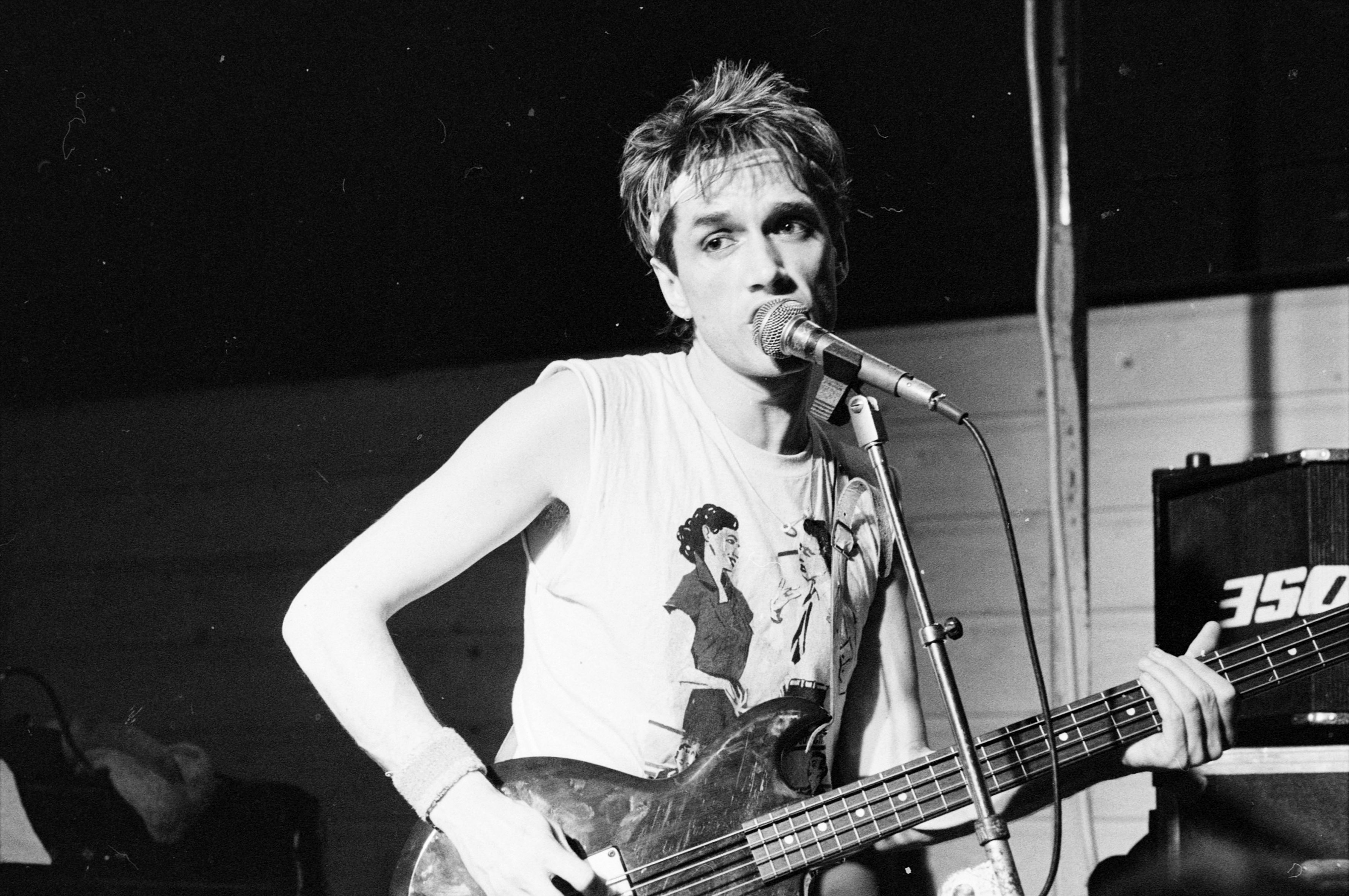
Optreden met Doe Maar in 1982

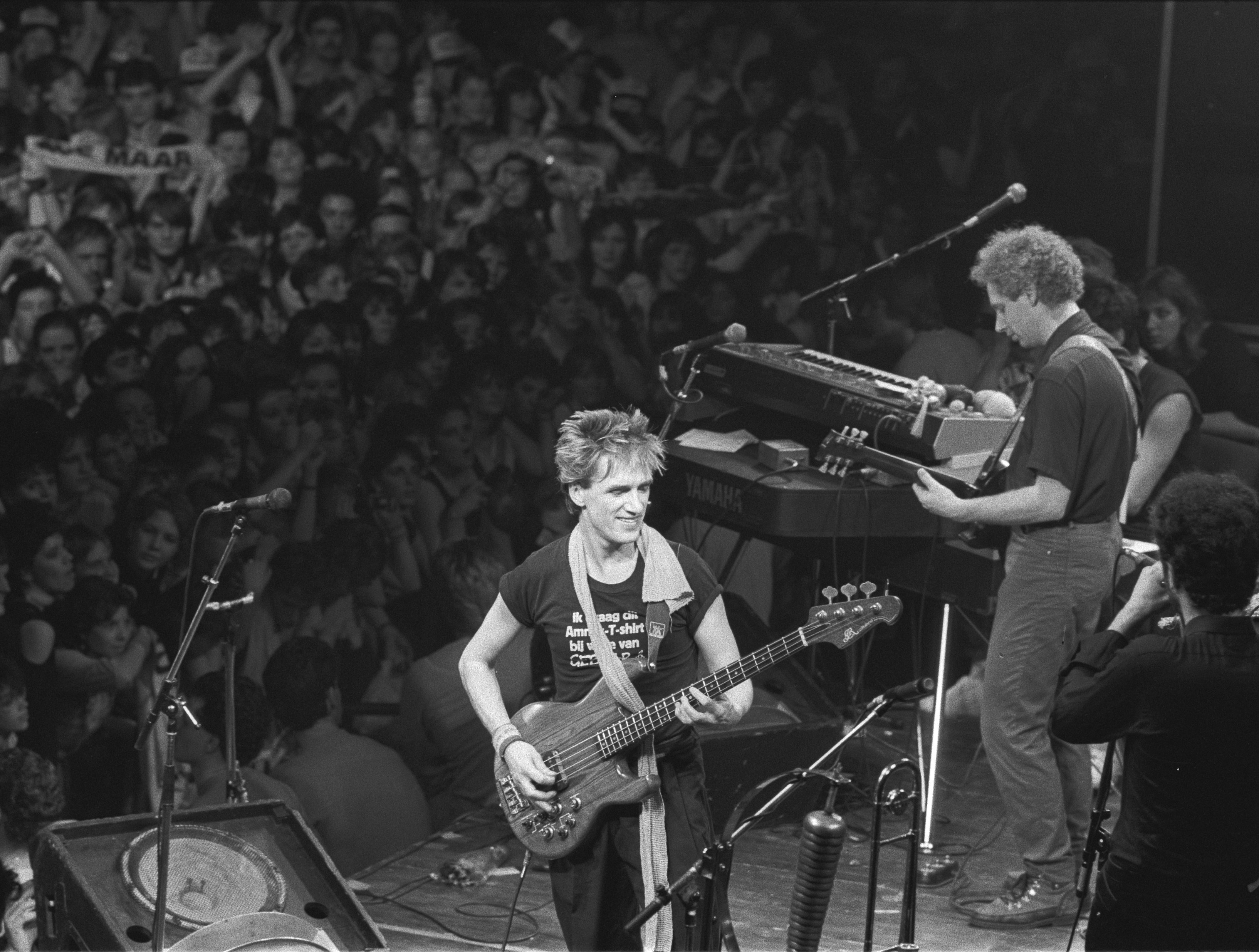
Afscheidsconcert van Doe Maar in Den Bosch, 1984.

Doe Maar werd in 1978 opgericht. Vrienten kwam er in 1980 bij als vervanger van Piet Dekker die eerder ook deel uitmaakte van The Rumbones. Doe Maar groeide uit tot een van de belangrijkste groepen van de Nederpopscene, maar de overmatige populariteit – met name onder tienermeisjes – deed hen in 1984 het besluit nemen de band op te doeken. Vrienten had op dat moment zijn eerste Nederlandstalige soloalbum uitgebracht. Geen ballade was opgenomen met hulp van Doe Maar-collega's Jansz, Jan Hendriks, Jan Pijnenburg en parttime bandlid Joost Belinfante. De eerste single, Als je wint, was een duet met Herman Brood. Voor Raymond van het Groenewoud produceerde Vrienten in deze periode het album Habba! met onder andere de single Stapelgek op jou.
Vrienten was ook politiek geëngageerd. Eind 1988 organiseerde de Pacifistisch Socialistische Partij een intern referendum over samenwerking met andere kleine linkse partijen. Ruim 70% van de stemmers (bij een opkomst van 64%) sprak zich uit voor zo'n samenwerking. Na het referendum verscheen een open brief in Bevrijding, het blad van de PSP. De brief was getekend door tweehonderd mensen uit de vakbeweging (waaronder Karin Adelmund, Paul Rosenmöller en Maarten van Poelgeest), de milieubeweging (waaronder Jacqueline Cramer) en de kunsten (waaronder Rudi van Dantzig en Henny Vrienten).
Vrienten legde zich meer en meer toe op het schrijven van filmmuziek, waarvoor hij in 1996 een Zilveren Harp ontving. Daarnaast bleef hij samenwerken met Pijnenburg en Belinfante; tussen 1986 en 1991 was dat in het filmorkest The Magnificent 7 waarmee ze een aantal theatertournees deden en een album uitbrachten. In 1992 verscheen de opvolger van Geen ballade; Mijn hart slaapt nooit met de singles Het Scharrelvarken en Zonnebril.
In 1997 zong Vrienten met Def P een duet op de track Onkwetsbaarheid is Eenzaamheid op het Osdorp Posse-album Geendagsvlieg. Datzelfde jaar schreef Vrienten de muziek voor de serie Kongo. In 1998 schreef hij de muziek voor de films Left Luggage en Abeltje waarin hij ook een bijrol had: als lid van het Spaanstalige dubbelmannenkwartet zong hij met juffrouw Klaterhoen een a-capellaversie van zijn eigen compositie Smoorverliefd.
Vanaf 1994 assisteerde hij Harry Bannink als componist van liedjes voor de jeugdprogramma's Het Klokhuis en Sesamstraat. In 1999 nam Vrienten diens taak als hoofdcomponist over en Bannink overleed kort daarna. Eerder dat jaar had hij al de cd Harry Bannink zingt! geproduceerd.

### 2000-2009
In 2000 kwam Doe Maar voor het eerst sinds 1984 bijeen. Een nieuw studioalbum genaamd Klaar werd gevolgd door een reeks van zestien concerten in Rotterdam Ahoy. Daarna begon Vrienten aan de muziek voor de film The Discovery of Heaven. In 2006 maakte Vrienten samen met dj Junkie XL (JXL) het campagnelied van de Partij van de Arbeid voor de Tweede Kamerverkiezingen, 'Neem mijn hand'. In hetzelfde jaar verscheen Nacht, een duet-album. Het jaar daarop schreef Vrienten de muziek van alle nummers van een musicalversie van Ciske de Rat, op één nummer na, de van de filmversie overgenomen titelsong Ik voel me zo verdomd alleen.
In 2007 schreef Vrienten de muziek voor de door Jola Hesselberth getekende animatieserie Wensdroom. Hierop werd door Alexander Schreuder in 2008 het kindertheaterstuk Ik wil alles gebaseerd. In januari 2008 stond Vrienten met het orkest Holland Symfonia in een aantal theaters met een eerbetoon aan Bannink, genaamd In de Ban van Bannink. In augustus 2008 werd er een live registratie van dit eerbetoon op cd uitgebracht.
In augustus 2008 verscheen Aardige jongens, een album gemaakt met Frank Boeijen en Henk Hofstede. In deze bezetting gingen ze samen op tournee. In september 2008 ging Vrientens mis in première in de Janskerk te Utrecht, met de titel Ruimte waar het licht kan komen. De teksten zijn van onder anderen Augustinus en een tekstgroep van de EUG Oekumenische Studentengemeente. In een interview met Trouw had Vrienten eerder gezegd ooit nog eens een mis te willen componeren.
In januari 2009 werd de gedichtenbundel Zwaan Kleef Aan uitgegeven.

### 2010-2014
Vrienten schreef 24 nummers voor de musical Petticoat met Chantal Janzen. De musical ging 3 oktober 2010 in première en werd zes jaar later bewerkt tot een televisieserie.
In 2011 was Henny Vrienten deelnemer aan het eerste seizoen van programma Ali B op volle toeren van de TROS. Vrienten was gekoppeld aan rapper Winne. Winne, met ondersteuning van Ali B, maakte een remake van Doe Maar's: Sinds 1 dag of 2 (32 jaar); het nummer waarmee Doe Maar in 1981 doorbrak bij het grote publiek. Vrienten maakte op zijn beurt een remake van Lotgenoot (2009) van Winne. Deze nieuwe versie herdoopte hij tot 32 jaar later.
Op 22 juli 2012 stond Vrienten centraal in het VPRO-televisieprogramma Zomergasten. In 2013 maakte hij samen met regisseur Erik de Bruyn een documentaire over bekende Nederlandse gitaristen. Aanleiding hiervoor was de show Gitaarjongens, die eenmalig in Carré is gehouden. In de documentaire komen onder anderen Jan Akkerman, Anne Soldaat en Daniël Lohues voor.
In 2014 verscheen En toch..., Vrientens eerste soloalbum in 23 jaar tijd, met onder andere het lied Hij zingt omdat-i het niet zeggen kan. Nog geen jaar later kwam Vrienten met het volgende album Alles is anders. Tijdens de bijbehorende tournee werd hij begeleid door zoon Xander Vrienten (destijds bassist bij Jett Rebel) en de band My Baby. In ditzelfde jaar werd Henny Vrienten ook lid van de Akademie van Kunsten die toen opgericht werd.

### 2015-2020

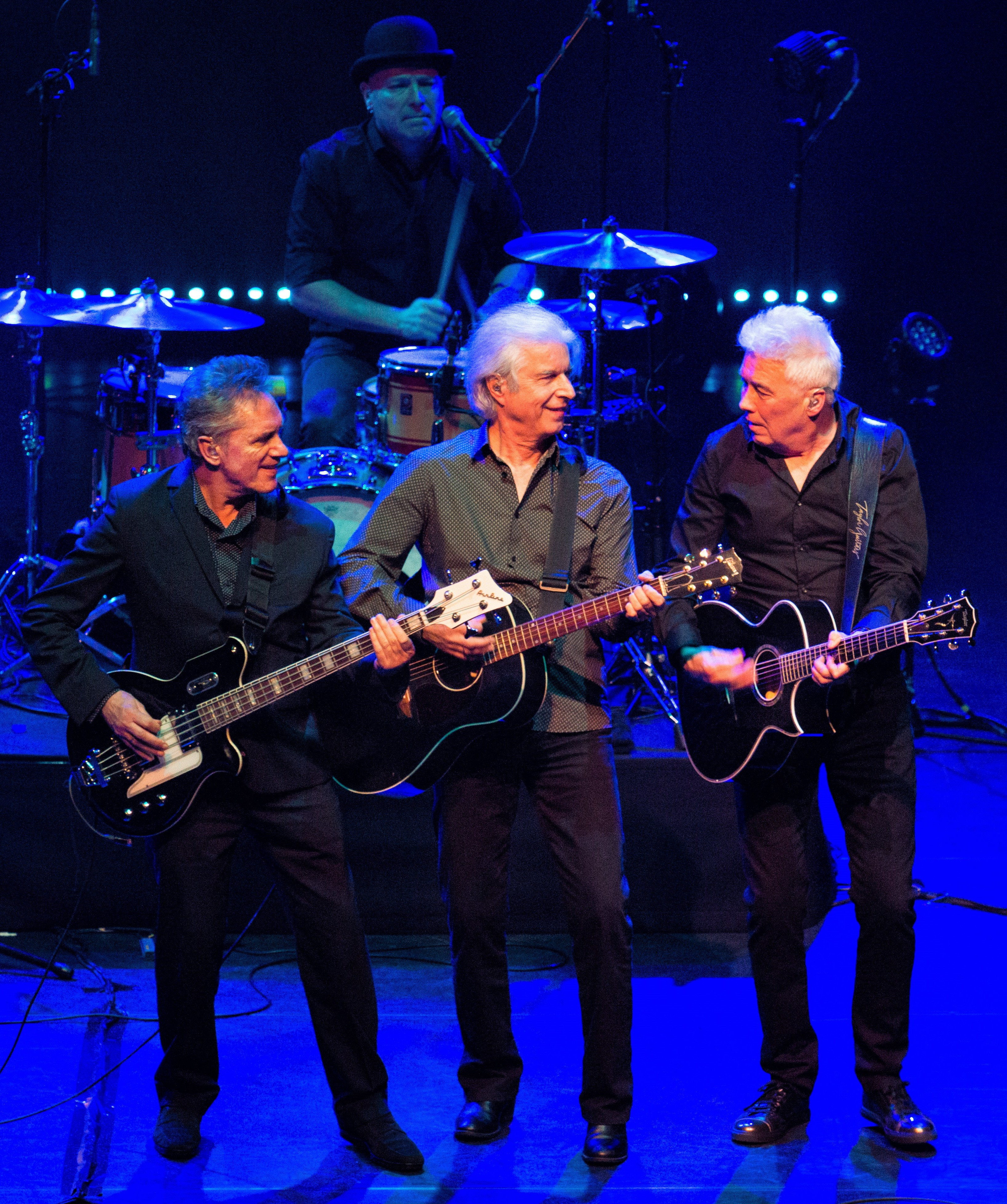
Vrienten (links) in 2016 met De Groot en Kooymans als Vreemde Kostgangers

In 2016 vormde Henny Vrienten samen met Boudewijn de Groot en George Kooymans het trio Vreemde Kostgangers. Ze begonnen dat jaar aan hun eerste theatertournee en brachten in 2017 twee albums uit.
In 2018 gaf Vrienten twee concerten met liedjes die hij voor Sesamstraat schreef.
In januari 2019 verscheen de documentaire Basmannen als vervolg op Gitaarjongens; Henny en Xander Vrienten traden in De Wereld Draait Door op met een aantal collega-bassisten. Twee maanden later, op 27 maart 2019, keerde Vrienten terug om de rubriek Songs in the Key of Life af te sluiten met een nieuw nummer (in plaats van een cover) over de dood; Carnaval.
In 2019-2020 vormden vader en zoon Vrienten de kern van de huisband van De Wereld Draait Door dat zijn laatste seizoen beleefde. Ze werden bijgestaan door onder andere Theo Sieben op resonatorgitaar en Diederik Nomden (toetsenist van The Analogues) en speelden uitsluitend eigen nummers; geschreven op de actualiteit of afkomstig van het album Tussen de Regels dat Vrienten eind september 2019 uitbracht.
Begin 2020 verschenen al zijn liedteksten in het boek De Een is de Ander Niet en werd Vrienten aangesteld als gasthoofdredacteur van het jubilerende muziektijdschrift Soundz. Hij belichtte hierin alle facetten van zijn carrière en werd herenigd met de muzikanten uit zijn vroege Tilburgse jaren. Tot aan de coronacrisis gaf Vrienten elf concerten met Vreemde Kostgangers. De tournee zou worden hervat in 2022 maar werd definitief afgeblazen nadat bij Kooymans de ziekte ALS werd vastgesteld en De Groot aangaf te stoppen met optreden.

### 2021-2023; privéleven, overlijden en postume eerbetonen
Tijdens zijn Doe Maar-periode woonde Vrienten samen en had hij twee stiefkinderen. Deze relatie werd verbroken en in 1984 trouwde hij met zijn nieuwe vriendin. Met zijn echtgenote kreeg hij twee zonen en een dochter. In 2000 scheidde hij en een jaar later trouwde hij met Gala Veldhoen, met wie hij twee zonen kreeg. Hij woonde met zijn gezin in Amsterdam en had als tweede woning een verbouwde boerderij in het buitengebied van het Twentse Diepenheim. Eerder had hij een vakantiehuisje in de nabijgelegen buurtschap Markvelde.
Een wegens de coronapandemie uitgestelde tournee van Doe Maar werd in september 2021 definitief afgeblazen toen concertorganisator Mojo Concerts bekendmaakte dat Henny Vrienten ziek was en een ziekenhuistraject in zou gaan voor onderzoeken. Mededelingen over de aard van de ziekte werden niet gedaan. Hij overleed na een ziekbed op 25 april 2022 op 73-jarige leeftijd in zijn woning in Diepenheim. Volgens een artikel in de Volkskrant leed hij aan longkanker.
Het laatste seizoen van de muzikale talkshow Matthijs Gaat Door (opvolger van De Wereld Draait Door) in 2022 vernoemde een rubriek naar Vrientens compositie Bandje in de Wolken waarin live covers werden gespeeld van overleden artiesten. Trijntje Oosterhuis en Xander Vrienten openden en sloten deze rubriek af als aankondiging van hun gezamenlijke album met nummers van Vrienten. Het werd in 2023 uitgebracht, vlak na de release van het derde en laatste album van Vreemde Kostgangers.

## Wetenswaardigheden
- Op het album Paul Santos zong Vrienten "Love is a strange disease", dat in het Doe Maar-nummer Smoorverliefd terugkwam als de zin "Liefde is een vreemde ziekte". In een interview in 2019 met het NRC noemde Vrienten dit 'autoplagiaat'.[15]

## Discografie

### Albums
| Album met eventuele hitnotering(en) in de Nederlandse Album Top 100 | Datum van verschijnen | Datum van binnenkomst | Hoogste positie | Aantal weken | Opmerkingen                                                        |
| ------------------------------------------------------------------- | --------------------- | --------------------- | --------------- | ------------ | ------------------------------------------------------------------ |
| Little yellow shop                                                  | 1974                  | -                     |                 |              | als Ruby Carmichael                                                |
| Paul Santos                                                         | 1977                  | -                     |                 |              |                                                                    |
| Geen ballade                                                        | 1984                  | 10-03-1984            | 14              | 8            |                                                                    |
| Mijn hart slaapt nooit                                              | 1991                  | 14-03-1992            | 75              | 6            |                                                                    |
| Nacht - De soundtrack                                               | 2006                  | 09-12-2006            | 39              | 9            | Duet-album                                                         |
| Aardige jongens                                                     | 2008                  | 23-08-2008            | 12              | 14           | als Boeijen Hofstede Vrienten / met Frank Boeijen en Henk Hofstede |
| En toch...                                                          | 2014                  |                       |                 |              |                                                                    |
| Alles is anders                                                     | 2015                  |                       |                 |              |                                                                    |
| Vreemde Kostgangers                                                 | 2017                  | 04-03-2017            | 1(1wk)          | 16           | met George Kooymans en Boudewijn de Groot                          |
| Nachtwerk                                                           | 2017                  | 02-12-2017            | 9               | 20           | met George Kooymans en Boudewijn de Groot                          |
| Tussen de regels                                                    | 2019                  |                       |                 |              |                                                                    |

### Singles
| Single met eventuele hitnotering(en) in de Nederlandse Top 40 | Datum van verschijnen | Datum van binnenkomst | Hoogste positie | Aantal weken | Opmerkingen                                                                     |
| ------------------------------------------------------------- | --------------------- | --------------------- | --------------- | ------------ | ------------------------------------------------------------------------------- |
| Als je wint                                                   | 1984                  | 21-01-1984            | 10              | 6            | als Brood & Vrienten / met Herman Brood / #7 in de Single Top 100 / Alarmschijf |
| 50 Jaar                                                       | 1996                  | 23-11-1996            | 33              | 3            | als Brood & Vrienten / met Herman Brood / #29 in de Single Top 100              |

### NPO Radio 2 Top 2000
| Nummer met noteringen in de NPO Radio 2 Top 2000 | '06  | '07-'10 | '11  | '12  | '13  | '14  | '15  | '16-'20 | '21  | '22  | '23  | '24  |
| ------------------------------------------------ | ---- | ------- | ---- | ---- | ---- | ---- | ---- | ------- | ---- | ---- | ---- | ---- |
| Als je wint (met Herman Brood)                   | 1586 | -       | 1957 | 1495 | 1897 | 1989 | 1885 | -       | 1892 | 1293 | 1711 | 1726 |

1. ↑  Een '-' betekent dat het nummer niet was genoteerd en een vetgedrukt getal geeft de hoogste notering aan.
2. ↑  2006 was het eerste jaar met een notering voor dit nummer.

### Soundtracks

#### Film
- 1985: De prooi
- 1986: In de schaduw van de overwinning
- 1988: Spoorloos
- 1989: Jan Rap en z'n maat
- 1990: De gulle minnaar
- 1992: De nietsnut
- 1992: De drie beste dingen in het leven
- 1993: Part time God
- 1993: Oeroeg
- 1994: Max
- 1996: Sur Place
- 1998: Left Luggage
- 1998: Madelief: Krassen In Het Tafelblad
- 1998: Abeltje
- 1999: Kruimeltje
- 2001: De Verlossing
- 2001: The Discovery of Heaven
- 2002: La balsa de piedra
- 2002: Pietje Bell
- 2003: Verder dan de maan
- 2003:  Pietje Bell 2: de jacht op de Tsarenkroon
- 2011: Sonny Boy
- 2012: Tot altijd
- 2016: Everybody Happy (met Triggerfinger)

#### Televisie
- 1988: Drie recht, één averecht
- 1992: De Vereenigde Algemeene
- 1997: Kongo
- 1997-1998: Unit 13
- 1994-2018: Sesamstraat (vanaf 1999 hoofdcomponist)
- 1998-2008: Het Klokhuis (vanaf 1999 hoofdcomponist)
- 2000: De geheime dienst
- 2001-2019: Sinterklaasjournaal
- 2002-2004: Ernstige Delicten
- 2016: Petticoat

#### Theater
- 1988: The Magnificent 7
- 1989: The Magnificent 7 rides again
- 1990: The sons of the magnificent 7
- 2007-2009: Ciske de Rat (musical)
- 2010-2012: Petticoat (musical)

### Doe Maar (studioalbums met Henny Vrienten)
- 1981: Skunk
- 1982: Doris Day & andere stukken
- 1983: 4us
- 2000: Klaar

### Doe Maar (live-albums)
- 1983: Lijf aan Lijf
- 1995: Het afscheidsconcert
- 2000: Hees van Ahoy
- 2012: Symphonica In Rosso 2012

### Dubalbums
- 1982: Doe de dub (dubversie van het Doe Maar album 'Doris Day & andere stukken')
- 1984: Hot Dub (dubversie van het album 'Bamboo reggae' van Chris Hinze)

### The Magnificent 7
- 1990: The best of the worst

### Raymond Van Het Groenewoud
- 1985: Habba

### Bestseller 60
| Boeken met noteringen in de Nederlandse Bestseller 60 | Jaar van verschijnen | Datum van binnenkomst | Hoogste positie | Aantal weken | Opmerkingen |
| ----------------------------------------------------- | -------------------- | --------------------- | --------------- | ------------ | ----------- |
| De een is de ander niet                               | 2022                 | 14-09-2022            | 7               | 2            |             |